# Circuito de Knockhill
Knockhill Racing Circuit es un autódromo inaugurado en el año 1974 y situado al norte de Dunfermline, Escocia. A pesar de su reducida extensión (2.092 metros), el circuito se desarrolló hasta recibir las principales categorías británicas de automovilismo en pista: el Campeonato Británico de Turismos, el Campeonato de Gran Bretaña de Fórmula 3, el Campeonato Británico de Superbikes y el Campeonato Británico de Gran Turismos.

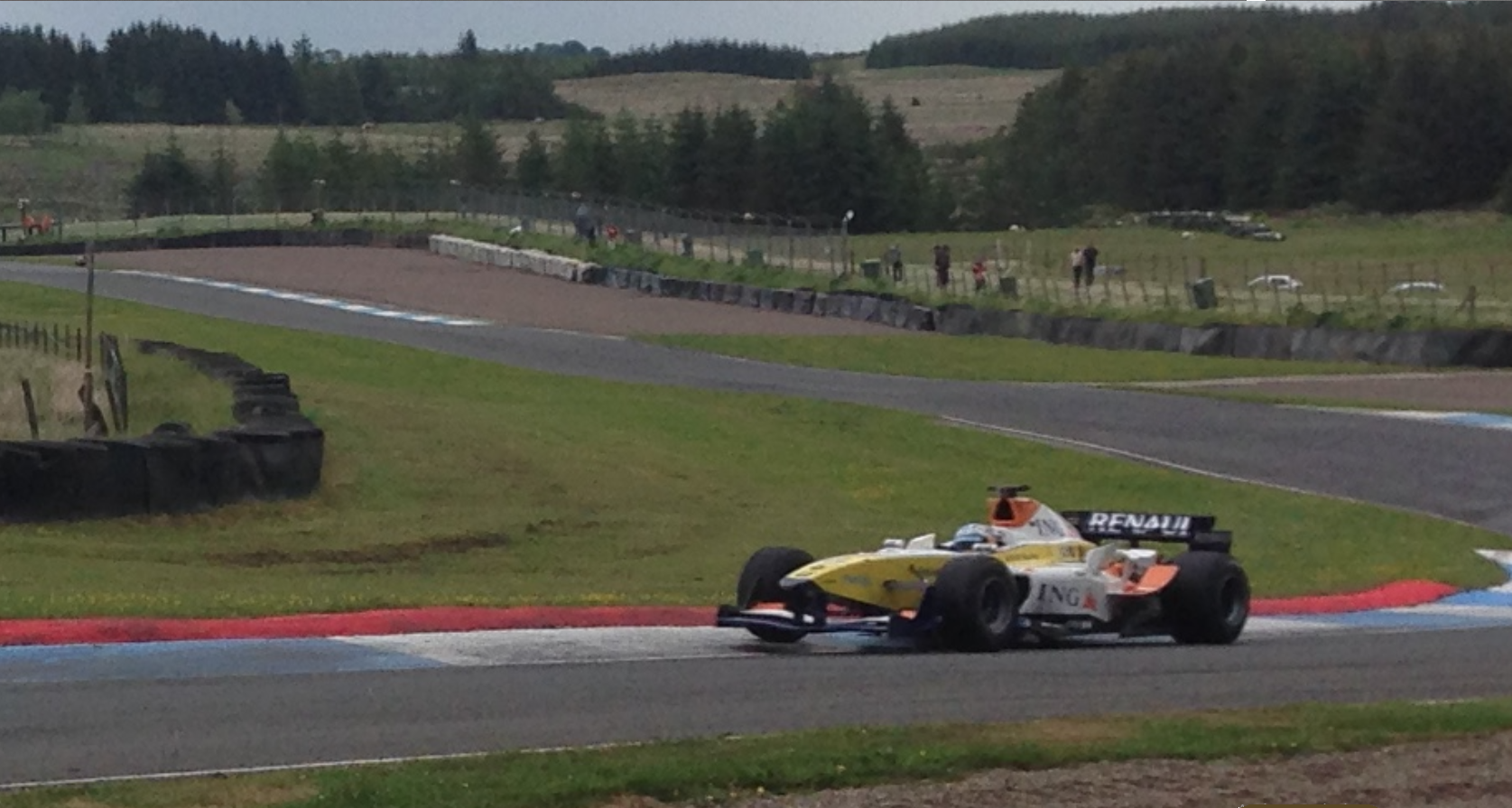
Un Renault Fórmula 1 en el circuito.

El récord de vuelta de Knockhill está en manos de Ryan Lewis, quien giró en 47.039 segundos durante la temporada 2005 de la F3 Británica al volante de un Dallara F305. Las instalaciones también poseen circuitos de karting y rallycross, así como un campo todoterreno.